# Bentivegna de Bentivegni
Bentivegna de Bentivegni, O.F.M. (1230 - 25 de março de 1289), também chamado Bentivenghi e como de' Bentivighi, foi um cardeal italiano, Deão do Sagrado Colégio dos Cardeais e Penitenciário-mor.

## Biografia
Nascido em Acquasparta, era irmão do também cardeal Matteo d'Acquasparta.
Após entrar na ordem dos Franciscanos, tornou-se Maestro em teologia. Em 1259, ele aparece como diretor do Hospital della Carità de Todi, confiada aos franciscanos. Guardião da província de Umbria. Em 1264, foi capelão do Cardeal Stephan Vancs, e depois da morte do cardeal em 1269, tornou-se capelão e confessor do Cardeal Giovanni Gaetano Orsini, o futuro Papa Nicolau III. Auditor da Sagrada Rota Romana. Ele foi um dos principais teólogos de seu tempo.
Foi eleito bispo de Todi em 18 de dezembro de 1276.
Foi criado cardeal-bispo no consistório de 12 de março de 1278, recebendo a sé suburbicária de Albano. Juntamente com o Papa Nicolau III e o Cardeal Girolamo Masci, O.F.M., futuro Papa Nicolau IV, colaborou na composição do decreto Exiit, qui seminat, datada de 14 de agosto de 1279, sobre as regras franciscanas. Foi nomeado Penitenciário-mor em 26 de setembro de 1279, ocupando o cargo até sua morte. De 1279 até 1286, ele foi chamado para a cúria papal para controlar a nomeação de bispos. Em 5 de agosto de 1281, foi autorizado pelo papa para preparar o seu testamento, sendo que escreveu o documento em junho de 1286 e modificou-o em 7 de novembro de 1286, 3 de março de 1288 e 25 de março de 1289. Nomeado Decano do Colégio dos Cardeais em 1285. Em 4 de maio de 1288, recebeu in commendam o título de São João e São Paulo.
Morreu em 25 de março de 1289, em Todi e foi sepultado na Igreja de San Fortunato, conforme a sua vontade.

## Conclaves
- Eleição papal de 1280–1281 - participou da eleição do Papa Martinho IV
- Eleição papal de 1285 - participou da eleição do Papa Honório IV
- Eleição papal de 1287–1288 - participou como deão da eleição do Papa Nicolau IV